# 折尾丸尾町郵便局

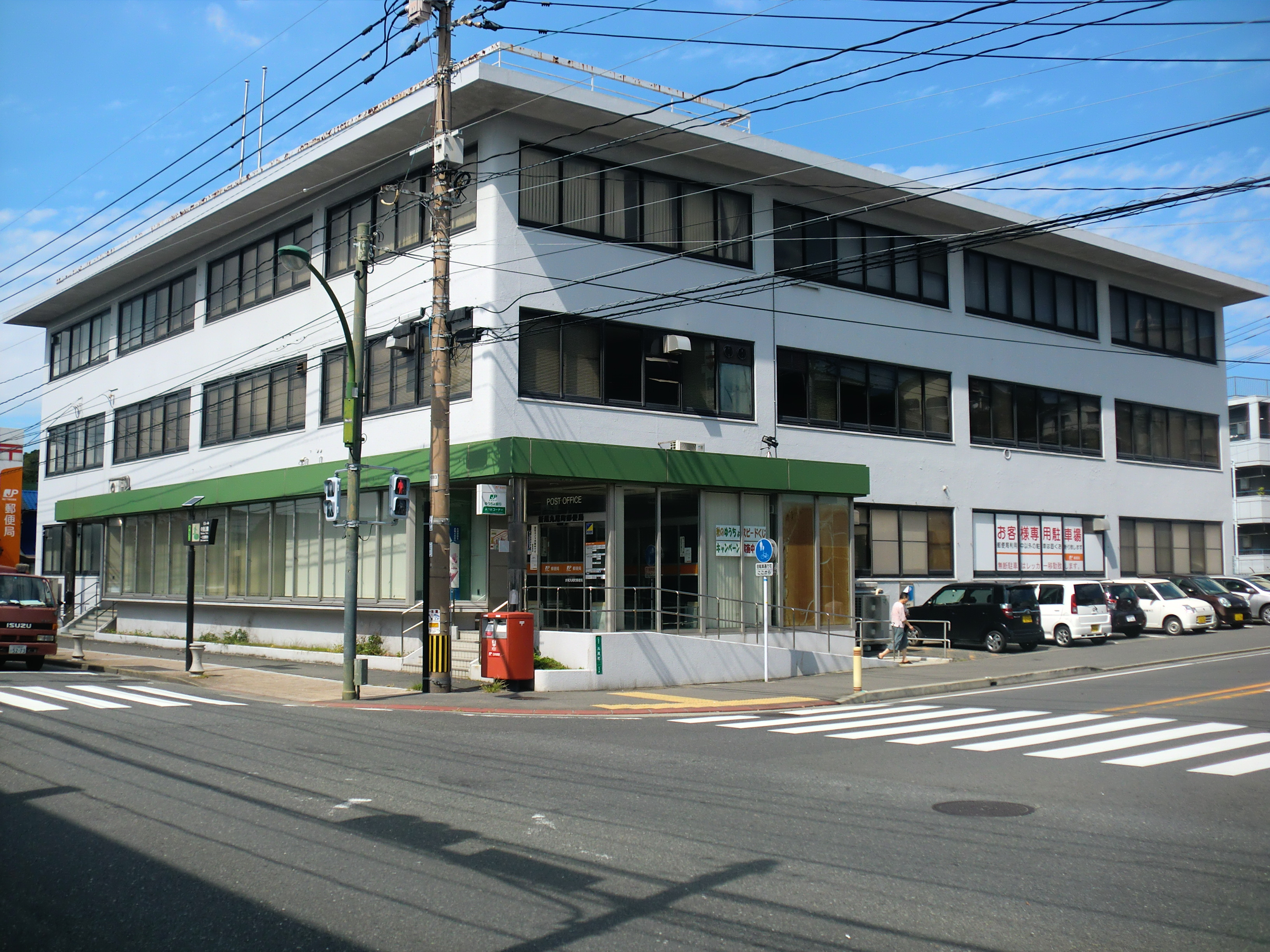
2016年6月19日以前の局舎（2012年9月）

折尾丸尾町郵便局（おりおまるおまちゆうびんきょく）は福岡県北九州市八幡西区にある郵便局である。民営化前の分類では無集配特定郵便局であった。

## 概要
住所：〒807-0826 福岡県北九州市八幡西区丸尾町1-1
2002年（平成14年）11月まで、JR折尾駅北東側の北九州市八幡西区丸尾町1-1には集配普通郵便局の折尾郵便局が設置されていた。八幡西区内の郵便物集配体制の再編のため同年11月5日付で同局が八幡西区八枝4-3に局舎を拡張新築して移転し、八幡南郵便局となるのに伴い、旧局舎所在地周辺の利便性を維持する観点から、同日付で折尾局の旧局舎を活用し無集配特定郵便局として当局が開設されることとなったもの。
その後折尾地区総合整備事業の実施に伴い、局舎は敷地が都市計画道路用地にかかるため解体することとなり、近隣の八幡西区丸尾町1-7にプレハブ構造の仮局舎を設置し、2016年（平成28年）6月20日付で移転した。但しこのプレハブ仮局舎も都市計画道路上にあるため道路整備の支障になっており、都市計画に基づく恒久的新局舎を道路整備と併せて旧局舎跡の一部である土地に建て、2017年（平成29年）11月13日に移転した。窓口専門局のため従前の旧折尾局に比べて規模は小さくなった。
局番号および局所コードは、福岡県浮羽郡浮羽町（現：うきは市）にあった姫治郵便局（1989年〈平成元年〉6月25日に廃止、同日、姫治簡易郵便局を設置、局番号も74300→74905と変更）の番号を復帰させて使用している。

## 沿革
- 2002年（平成14年）11月5日 - 折尾郵便局の移転に伴い、旧局舎を活用して開設[2]。
- 2007年（平成19年）10月1日 - 民営化。
- 2012年（平成24年）10月1日 - 日本郵便株式会社発足。
- 2016年（平成28年）6月20日 - 八幡西区丸尾町1-7へ移転[3]。
- 2017年（平成29年）11月13日 - 旧局舎跡の一角に新築した恒久的局舎へ再移転[4]。

## 取扱内容
集配業務は行わず、窓口業務のみ行う。
- 郵便、印紙、ゆうパック、内容証明
- 貯金、為替、振替、振込、国債
- 生命保険、バイク自賠責保険
- ゆうちょ銀行ATM

## 周辺
- 折尾東市民センター
- 折尾警察署
- 北九州市立折尾東小学校
- 北九州市立則松小学校
- 福岡県立東筑高等学校
- 国道199号

## アクセス
- JR折尾駅北口・鷹見口から徒歩約10分
- 北九州市営バス 光明2丁目停留所又は折尾1丁目停留所下車
- 駐車場：不明